# Дебелец (село)
Дебелец е село в Североизточна България. Намира се в община Дългопол, област Варна, на брега на язовир Георги Трайков. Отново със статут на село от октомври 2007 година.

## Население
Численост на населението според преброяванията през годините:
| Година на преброяване | Численост |
| 2011                  | 0         |

### Етнически състав

#### Преброяване на населението през 2011 г.
Численост и дял на етническите групи според преброяването на населението през 2011 г.:
|                     | Численост | Дял (в %) |
| Общо                | 0         | 100.00    |
| Българи             | –         | –         |
| Турци               | –         | –         |
| Цигани              | –         | –         |
| Други               | –         | –         |
| Не се самоопределят | –         | –         |
| Неотговорили        | –         | –         |